# 폰독 인다 골프 코스
폰독 인다 골프 코스(인도네시아어: Lapangan Golf Pondok Indah)는 인도네시아 자카르타 남부의 폰독인다에 위치한 골프장으로, 2018년 아시안 게임 골프 종목이 진행되었다.